# Francesc Mompó i Valls
Francesc Mompó i Valls (Ollería, Valle de Albaida) es un escritor de novelas, poesía y literatura juvenil español en lengua valenciana.

## Biografía
Estudió bachillerato en Albaida. Más tarde se trasladó a Valencia, donde se graduó en Psicología. Se licenció en Filosofía y Ciencias de la Educación y obtuvo la titulación de profesor de valenciano; ocupación que desarrolla en la actualidad en un centro de la Huerta de Valencia.
Esta faceta docente lo ha llevado a ser también responsable de aula y de facultad en los exámenes de la Junta Calificadora de Conocimientos de Valenciano (JQCV) a lo largo de quince años; corrector de esta prueba; profesor de los cursos del Plan de Formación lingüístico-técnica en Valenciano del profesorado no universitario, o profesor de los cursos superiores de la JQCV en el Colegio de Médicos de Valencia. Fruto de esta tarea docente ha sido también la participación como coautor de libros de texto. Participó en revistas a las cuales publicó trabajos técnicos y de creación: artículos de crítica literaria a la revista Arana; libros colectivos de homenaje a Vicent Andrés Estellés, Joan Brossa, Joan Valls publicados por el Monte de Arana o poemas a las revistas Tendur o Dónde berrea el atún.
Ha participado en varios actos cívico-culturales en todo el país: en las tertulias poéticas del Monte de Arana; en recitales poéticos organizado por la Asociación de Escritores en Lengua Catalana dentro de los Premios Octubre a Can Subleva (Valencia), en actas organizados por el colectivo la Olla; en homenajes a Carpintero, Estellés, Brossa o Joan Valls y en actas organizados por la Real Sociedad Económica de Amigos del País. También ha hecho de conferenciante en temas de animación lectora en varios institutos de secundaria y ha sido poniendo en las Primeras Jornadas sobre la Lengua Literaria y los Escritores Valencianos Actuales celebradas en Gandia (2008).
Ha colaborado con Escuela Valenciana en los encuentros de escuelas en valenciano en Olleria, Marines, Benicalap y Cocentaina. Una de sus novelas Camino de amor ha sido presentada en la Universidad Catalana de Verano de Prades. También ha cultivado la literatura de creación, que ocupa una parte esencial de su personalidad sin la cual es imposible definir este valenciano de Olleria. Consecuencia de esta exigencia de la literatura propia es la publicación del poemario Viàtic marí, con el que ganó el premio la Forest d'Arana (1994) o la trilogía que componen los títulos Els ulls del llac, L'ull de Zeus y Terra de déus. Las novelas L'Elegit, Els greixets, Amable i Uendos son otros de sus títulos más conocidos. En 2013 publica la novela histórica "El vol de l'Esparver".

## Obras

### Novela
- Els ulls del llac (2000)[4]
- L'ull de Zeus. Ed. Alfaguara. 2002.
- Terra de déus. Ed. Alfaguara. 2003.
- L'elegit. Ed. Tabarca. 2005.
- Els greixets. Ed. Tabarca.
- Amable. Ed. Tabarca. 2006.
- Uendos. Ed. Tabarca. 2008.
- Camí d'amor. Ed. Periféric. 2009.
- Els fantasmes del Lacrima Coeli (2010)[5]
- con Mercè Climent i Payà, Somiant amb Aleixa, 17º Premio de literatura erótica de 2010.[6]
- El vol de l'Esparver, Voliana Edicions. 2013.

### Poesía
- Viàtic marí, 1992.[7]
- De la fusta à l'aigua, 2011, Premio Josep Maria Ribelles de Puçol 2010.[8][9]

## Premios
- Premi Forest d'Arana de poesía, 2004: Viàtic Marí
- Finalista Premi Novel·la Juvenil Ciutat de Torrent, Tabarca Llibres, 2003: L'elegit
- Finalista Premi Novel·la Juvenil Ciutat de Burriana, Tabarca Llibres, 2005: Els greixets
- Premi Novel·la Juvenil Ciutat de Torrente, Tabarca Llibres, 2005: Amable
- Premi Narrativa Juvenil Benvingut Oliver de Catarroja, 2008: Camí d'amor
- XVIII Premi Samaruc al mejor libro de narrativa juvenil de autor valenciano, 2010: Camí d'amor.[10]
- XX Premi de la Crítica dels Escriptors Valencians a la difusión de la literatura al blog Uendos, greixets y maremortes 2010, ex aequo con Mercé Climent.
- XIV Premi Josep Maria Ribelles de poesía Vila de Puçol 2010, por el poemario De la fusta a l'aigua.
- Su blog ''Uendos, greixets y maremortes'' recibió el Premi Difusió de Literatura de la Asociación de Escritores en Lengua Catalana 2010 y XX Premio de la Crítica de los Escritores Valencianos 2010.[11][12]